# Grocholub
Grocholub [pronunciación en polaco: /ɡrɔˈxɔlup/]  es una localidad situada en el municipio (gmina) de Walce, en el distrito de Krapkowice, voivodato de Opole, Polonia. Según el censo de 2021, tiene una población de 336 habitantes.